# 西郊镇工业集中区
西郊镇工业集中区位于江苏省兴化市西郊镇西郊公路边，分为一区和二区，一区位于侯家和西邹村之间，二区位于王玉和焦家之间，这里有宽阔清澈的航道——大溪河提供廉价的水运和充足的优质水源。利用城郊优势，这里的工业蓬勃发展，给当地农民带来了众多的就业机会，解决了农村农业劳动人口过剩问题。